# 司州
司州（ししゅう）は、中国の魏晋南北朝時代に都が置かれた地及びその周辺数郡の行政を監督した司州牧の管掌地域である。
漢代の司隷校尉部（司隷）に相当する。司隷は、後漢以来、監察地域が行政区画に変容して、当時の都である洛陽が、司隷校尉の駐留地に固定された。司州が、その通称として用いられ始めるのは、魏の時代である。
正式名称として、司州の名が用いられるようになったのは、西晋の太康元年（280年）のことである。永嘉の乱以後、西晋が瓦解すると、東晋では、徐県・合肥・襄陽・虎牢の各地に設置された。
南朝宋・斉には、平陽県に置かれた。
一方の北朝の諸王朝では、各国の都に置かれた。後趙の石勒の治世には襄国であったが、石虎時期には鄴に移された。北魏では最初は平城にあったが、孝文帝時期に洛陽に移った。東魏・北斉の時代は、再び鄴に置かれた。